# 妙典寺 (金沢市)
妙典寺（みょうでんじ）は、石川県金沢市寺町5丁目の寺町寺院群にある日蓮宗の寺院。山号は正栄山。旧本山は大本山本圀寺（六条門流）、奠師法縁（奠統会）。金沢市指定文化財で御釜師・宮崎彦九郎義一（初代宮崎寒雉）作の鋳造三具足を所蔵する。

## 歴史
天正13年（1585年）天心院殿妙典日叡大姉（神保安芸守長純の室）の開基で仏蔵院日敬を開山に越中関野（現在の富山県）に創建。慶長14年（1609年）金沢市内の河原町に移転し、元和2年（1616年）現在地に再移転した。

## 参考資料
- 日蓮宗寺院大鑑編集委員会『宗祖第七百遠忌記念出版 日蓮宗寺院大鑑』大本山池上本門寺 (1981年)